# اللواء الثامن طيران (اليمن)
اللواء الثامن طيران هو لواء طيران يمني، يتبع القوات الجوية والدفاع الجوي، يتمركز اللواء في قاعدة الديلمي الجوية بصنعاء، ضمن عمليات المنطقة العسكرية السابعة.